# Pseudominolia
Pseudominolia is een geslacht van weekdieren uit de klasse van de Gastropoda (slakken).

## Soorten
- Pseudominolia articulata (Gould, 1861)
- Pseudominolia biangulosa (A. Adams, 1854)
- Pseudominolia climacota (Melvill, 1897)
- Pseudominolia gradata (G. B. Sowerby III, 1895)
- Pseudominolia nedyma (Melvill, 1897)
- Pseudominolia splendens (G. B. Sowerby III, 1897)
- Pseudominolia tramieri Poppe, Tagaro & Dekker, 2006